# نادي سياريس
نادي سياريس (بالإسبانية: UC Ceares)‏ نادي كرة قدم إسباني.